# Държавно устройство на Тунис
Тунис е президентска република.

## Президент
Президентът е и върховен главнокомандващ на въоръжените сили.

## Парламент
Законодателната власт в Тунис се състои от Асамблеята на народните представители с 217 места. Първите избори за Народното събрание се състоят на 26 октомври 2014 г.
Преди революцията през 2011 г. Тунис има двукамарен парламент.
- Камарата на депутатите на Тунис Majlis al-Nuwaab (долната камара), която бе с 214 места. Членовете се избираха чрез всенародно гласуване за петгодишен мандат. Най-малко 25% от местата в Камарата на депутатите бяха запазени за опозицията. Повече от 27% от членовете на Камарата на депутатите бяха жени. Долната камара служеше като арена за дебат относно националната политика, особено когато присъстваха представители на шест опозиционни партии. Членовете на опозицията често гласуваха против законопроекти или се въздържаха. Въпреки това, тъй като управляващата партия се радваше на удобно мнозинство, законопроектите обикновено се приемаха само с незначителни промени.
- Камарата на съветниците (горната камара) бе със 112 членове, включително губернатори (представители на провинции), професионални организации и национални дейци. От тях 41 се назначаваха от държавния глава, а 71 биваха избирани от техни колеги. Около 15% от членовете на Камарата на съветниците бяха жени.